# Robertsonia knoxi
Robertsonia knoxi är en kräftdjursart som först beskrevs av I. C. Thompson och A. Scott 1903.  Robertsonia knoxi ingår i släktet Robertsonia och familjen Diosaccidae. Inga underarter finns listade i Catalogue of Life.